# Parc national Morro Moreno
Le parc national Morro Moreno est l’un des 36 parcs nationaux situés dans les zones sauvages protégées du Chili. Il est situé à 65 km au nord de la ville d’Antofagasta. Il a été créé par décret suprême le 15 avril 2010.

## Histoire
Au début des années 2000, le Comité opérationnel régional pour la biodiversité (CORB), composé de la CONAMA, de l’Intendance régionale d’Antofagasta et d’autres entités, a commencé à gérer la conservation du secteur de Morro Moreno, ce qui l’a fait initialement figurer comme site prioritaire pour la conservation de la biodiversité en 2002.
Pour stimuler la question, la CONAMA a financé la mise en œuvre de projets du Fonds de protection de l’environnement (FPA), entre 2005 et 2010, dans le but de stimuler la recherche et la diffusion de la biodiversité existante dans la région.
Le décret établissant la création du nouveau parc national est promulgué le 28 janvier. Cet article établit la protection de la péninsule de Mejillones, décret qui a finalement été publié le 15 avril 2010.

## Géographie
Le parc national est situé dans la péninsule de Mejillones, une zone de 60 km d’extension qui s’avance sur environ 20 km dans l’océan Pacifique à partir du littoral.
Le Morro Moreno présente 5 observatoires :
- Point de vue de la baie : Secteur situé à 4,9 km de Juan Lopez, 7,6 km de la plage de Bolsico et 7,4 km de la quebrada Bolsico, altitude entre 700 et 950 m. Ce belvédère permet d’observer les écosystèmes connus sous le nom d'« oasis de brouillard ».
- Llano de las Copiapoas : Secteur situé à 6,0 km de Juan Lopez et à 6,0 km de la plage et de la cassé Bolsico, altitude entre 900 et 1 000 m.
- Altos de La Aguada : Secteur situé à 7,5 km de Juan Lopez, 4,6 km de la plage de Bolsico et 8,0 km de la quebrada Bolsico, altitude entre 550 et 800 m. Ce point se dirige vers l’ancienne colonie indigène de La Aguada. On peut également observer le phare Punta Tetas.
- Quebrada Bolsico : Secteur situé à 7,6 km de Juan Lopez, 7,2 km de la plage de Bolsico et 5,1 km du point d’accès de la même brèche, altitude entre 300 et 900 m.
- Site archéologique de La Aguada : A 6,8 km de la plage de Bolsico, à une altitude maximum de 100 m. Il correspond aux jupes du cap Moreno.

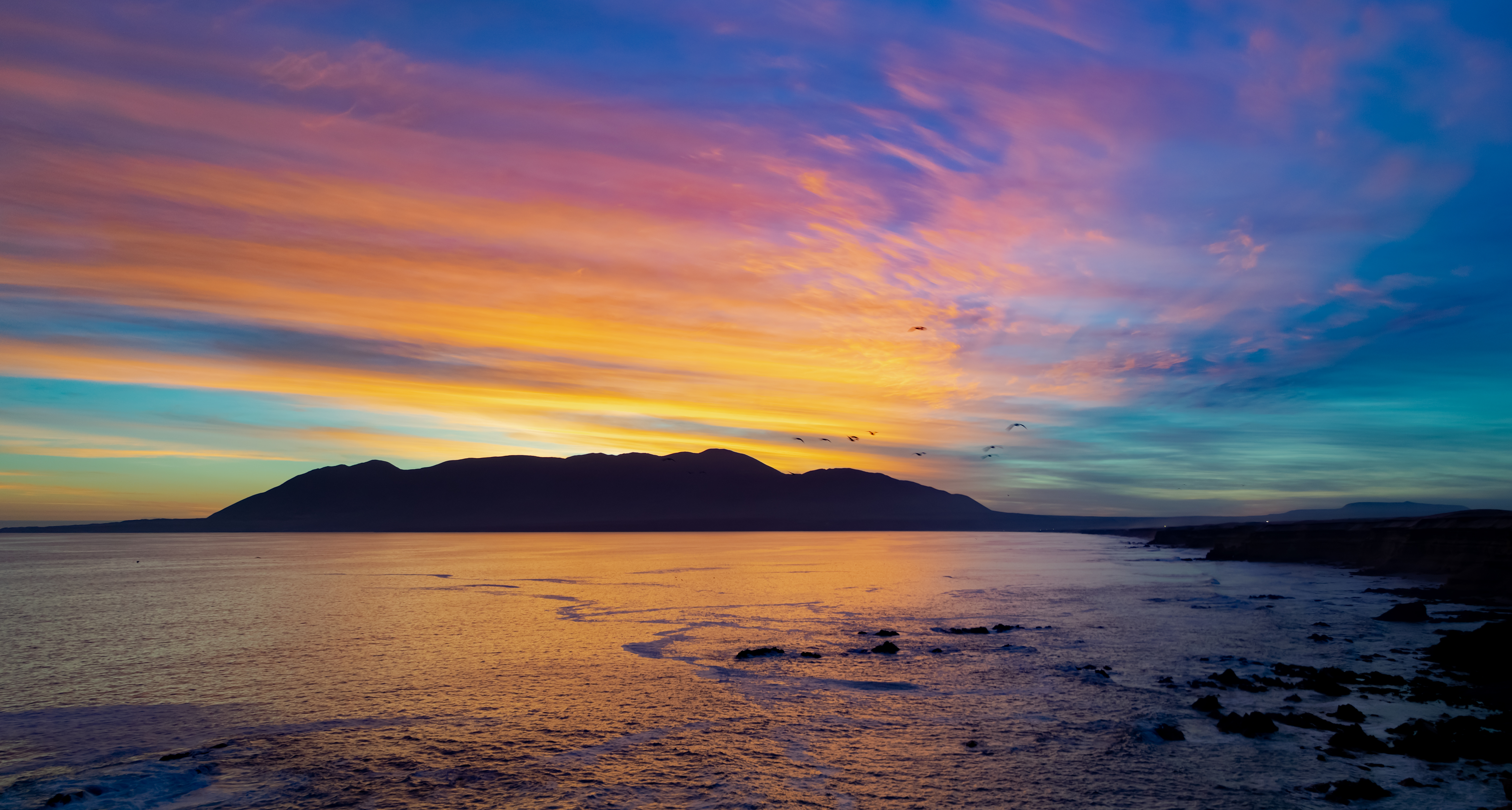
Vue du Monumento Natural La Portada, en prenant pour cible le Balneario Juan Lopez, dans le parc national de Morro Moreno. Cette photographie a été prise vers 19 heures, lorsque le coucher du soleil produisait les couleurs rougeâtres typiques, qui étaient toutes deux contrastées avec le ciel bleu et l’immensité du Morro Moreno.

## Biologie
On peut trouver dans Morro Moreno environ 90 espèces de flore (principalement des cactus et des herbacées) et 200 espèces de faune.

### Flore
Sur les quelque 90 espèces de flore du parc national, 57 sont endémiques au pays, 29 indigènes et 4 introduites ; 13 des espèces endémiques sont propres à la région. Festuca morenensis et Senecio antofagastanus présentent un endémisme limité uniquement au cap, tandis que Heliotropium eremogenum et Gutierrezia espinosae se trouvent en outre dans la réserve nationale de La Chimba.
Dans le cap se trouvent principalement Neoporteria occulta, Eulychnia morromorenoensis et Copiapoa boliviensis, qui peuvent se trouver dans une grande partie de l’étendue du massif. Par la route Juan Lopez, vers le belvédère de la baie, se trouvent également des espèces de Tetragonia angustifolia, Atriplex nummularia, Caesalpinia spinosa, faux-poivrier odorant (Schinus molle) et mélilot officinal (Melilotus officinalis). Dans la cassée Bolsico pendant certaines saisons, des espèces de Dinemandra ericoides peuvent prédominer.

### Faune
Dans la plaine des Copiapoas, on peut trouver des oiseaux comme le bruant chingolo (Zonotrichia capensis), le phrygile à tête grise (Phrygilus gayi), le Diuca gris (Diuca diuca) et des muscisaxicola.
A La Aguada, on observe des oiseaux guanifères tels que le fou varié (Sula variegata), le goéland siméon (Larus belcheri), l'urubu à tête rouge (Cathartes aura), le cinclode du ressac (Cinclodes nigrofumosus), le cormoran de Gaimard (Phalacrocorax gaimardi), le pélican thage (Pelecanus thagus), le cormoran des Bougainville (Phalacrocorax bougainvillii). En outre, on trouve des phoques avec des espèces d’otarie à crinière (Otaria flavescens).
Il est à noter que jusqu’aux années 1980, on observait des espèces de guanacos (Lama guanicoe) dans le massif, qu’ils ont laissés comme vestiges de dépressions circulaires correspondant à des revolcaderos.

## Archéologie
L’Aguada correspondait à une colonie indigène, l’emplacement étant probablement choisi en raison de la présence d’eau douce provenant de la falaise. Le site est dans un état déplorable de conservation du patrimoine, le produit du pillage. On peut observer des pircas. La plus ancienne colonie du secteur se trouvait dans la coquille des Coquillages.

## Voies d’accès
Le Morro Moreno possède trois voies d’accès : par la station balnéaire Juan Lopez, la plage de Bolsico et la route du même nom. La première est accessible par la route B-446 et la route B-440 reliant la ville d’Antofagasta au monument naturel La Portada et à la station balnéaire Juan Lopez dans la partie sud de la péninsule de Mejillones. On entre de la déviation par le chemin de Conchillas jusqu’à la retenue des carabiniers. La distance entre Antofagasta et le parc national est de 65 km. Il existe un parking pour véhicules.

## Visiteurs
Ce parc national accueille chaque année un petit nombre de visiteurs chiliens et étrangers. Les données sur les visites ne sont disponibles qu’à partir de 2017.
| Année     | 2017  | 2018  |
| --------- | ----- | ----- |
| Chiliens  | 4.141 | 3.086 |
| étrangers | 112   | 69    |
| Total     | 4.253 | 3.155 |

## Protection du sous-sol
Le parc national de Morro Moreno bénéficie d’une protection de son sous-sol en tant que lieu d’intérêt scientifique pour les effets miniers, conformément à l’article 17 du code minier. Les travaux ne peuvent y être exécutés que par une autorisation écrite du président de la République et contresignée en outre par le ministre des Mines.
Le statut de lieu d’intérêt scientifique pour les effets miniers, qui fixe le polygone de protection, a été établi par décret suprême n°5 du 28 janvier 2010 et publié le 15 avril 2010.